# Anas laysanensis
Il germano di Laysan (Anas laysanensis, Rothschild 1892) è un uccello della famiglia degli Anatidi endemico dell'isola di Laysan alle Hawaii; i reperti fossili rivelano che il germano di Laysan era un tempo diffuso sull'intero arcipelago delle Hawaii, mentre oggi sopravvive solamente su tre piccole isole.

## Descrizione
Questa anatra dal piumaggio macchiettato marrone scuro, ha la testa marrone scuro tendente al nero e presenta un caratteristico anello bianco che circonda l'occhio, anche la zona della gola è di color bianco. Il becco del maschio è di colore verde scuro tratteggiato di nero, la femmina invece lo ha di colore arancio con inserimenti di nero. Alcuni maschi mostrano una debole iridescenza sulla testa o sul collo e le piume centrali della coda sono un po' arricciate. L'ala ha uno specchio verde-violaceo iridescente in entrambi i sessi. Le zampe sono di colore arancione, solitamente più luminoso nel maschio. Allo stato selvatico sono state individuate anatre fino a 12 anni di età, mentre in cattività alcuni esemplari hanno raggiunto i 18 anni di vita.

## Riproduzione
L'accoppiamento comincia in autunno e la costruzione del nido comincia in primavera. La femmina costruisce un nido in un piccolo avvallamento del terreno bene celato sulla terra al riparo nella densa vegetazione utilizzando erbe, foglie, ramoscelli e il proprio piumino. Solitamente da aprile ad agosto, vengono deposte circa quattro uova, i piccoli nati cresceranno in circa 40 - 60 giorni.

## Stato di conservazione
Il declino del germano di Laysan è cominciato 1.000-1.600 anni fa, con la colonizzazione delle isole hawaiane da parte dei Polinesiani e associato all'introduzione di predatori non autoctoni. Già nel 1860, le anatre erano sparite da tutto l'arcipelago delle Hawaii fatta eccezione l'isola Laysan (da cui deriva il nome dell'anatra), molto probabilmente in seguito alla predazione dei ratti introdotti. Come molte specie isolate dell'isola, l'anatra di Laysan si è evoluta in un ambiente che difetta dei predatori mammiferi ed è quindi priva di difese contro i predatori non indigeni, come gli esseri umani, i ratti, i maiali e i gatti. Per esempio, le anatre di Laysan sono più portate ad adottare per istinto una tattica difensiva consistente nel restare immobili piuttosto che volare via o scappare di corsa, una strategia molto valida contro uccelli predatori endemici, ma del tutto inefficace a terra contro i predatori introdotti. Anche se può volare non migra e non si disperde quindi fra le isole.
L'isola di Laysan ha beneficiato della protezione federale nel 1909, con l'istituzione del rifugio nazionale della fauna selvatica delle isole hawaiane. Tuttavia, la devastazione della vegetazione dell'isola dai conigli introdotti ha portato l'anatra sull'orlo dell'estinzione nel 1912, con una popolazione complessiva composta da 7 adulti e 5 giovani.
Grazie all'impegno dei biologi che sono riusciti a sradicare i conigli selvatici dall'isola nel 1923, le anatre hanno cominciato a recuperare, arrivando a una popolazione di circa 500 individui negli anni 50, il congresso degli Stati Uniti emanò la legge per il pericolo di conservazione della specie nel 1966 e nel 1967 l'anatra di Laysan è stata dichiarata una specie in pericolo con protezione federale. Tuttavia, imprevisti come la siccità del 1993 di El Niño e la scarsità di cibo, hanno ridotto il numero di anatre a circa 100. Successivamente con l'impiego di radiotrasmittenti applicate alle zampe, si è stimato che in genere soltanto il 30% degli anatroccoli sull'isola Laysan sopravvivono. Nel 2004, la popolazione ha raggiunto le 576 anatre.
Nel 2004 e nel 2005, 42 germani di Laysan sono stati spostati presso il rifugio nazionale della fauna selvatica sull'isola Midway questo perché la creazione di una seconda popolazione riduce il rischio di estinzione dato da catastrofi come: calamità naturali (quali la siccità, gli uragani e gli tsunami) o malattie aviarie o l'introduzione accidentale di piante e animali non indigeni; che possono decimare la popolazione totale concentrata in un unico e ristretto spazio, mentre è improbabile che il disastro colpisca simultaneamente entrambi i luoghi.
La seconda popolazione "di assicurazione" dei germani di Laysan si è sviluppata rapidamente, più che raddoppiando nel corso dei primi due anni. A partire da gennaio del 2007, sono 100 le anatre del secondo gruppo presso l'atollo di Midway che i ricercatori controllano e hanno scoperto che le anatre si riproducono più precocemente e depongono più uova rispetto alla popolazione dell'isola Laysan. Ciò suggerisce che l'habitat e il cibo abbondanti, hanno stimolato lo sforzo riproduttivo più grande nelle anatre, ciò contribuisce a portare ottimismo per il successo di questa popolazione reintrodotta.